# Бройна
Бройна (нім. Breuna) — сільська громада в Німеччині, знаходиться в землі Гессен. Підпорядковується адміністративному округу Кассель. Входить до складу району Кассель.
Площа — 40,47 км2. Населення становить 3520 ос. (станом на 31 грудня 2020).